# 刘凯 (1983年)
刘凯（1983年7月—），男，汉族，河南濮阳人，生于河南焦作，中华人民共和国政治人物，曾任中华全国学生联合会主席，中华全国青年联合会副主席，中共平凉市委常委、灵台县委书记。现任中共嘉峪关市委副书记、市人民政府市长。

## 生平
2002年6月，加入中国共产党。2006年毕业于北京大学哲学系，获学士学位。其间曾当选北京大学学生会主席、全国学联主席、全国青联副主席。2010年获北京大学哲学系博士学位。
2010年7月，毕业后留校任北京大学团委副书记，同年11月转任北京市朝阳区团委书记。2011年10月任甘肃省灵台县县长，2015年5月起任灵台县委书记。
2019年11月，任中共平凉市委常委、灵台县委书记。
2021年7月，任中共嘉峪关市委副书记。8月兼任市委统战部部长。
2021年12月16日上午，嘉峪关市第十一届人民代表大会第一次会议选举刘凯为嘉峪关市人民政府市长。刘凯是目前最年轻的地级市市长。